# Unilever Indonésie
PT Unilever Indonesia Tbk (UNVR) est une société indonésienne qui est une filiale d'Unilever. La société a été précédemment nommée Levier Zeepfabrieken N.V.

## Histoire
Unilever Indonésie été créée le 5 décembre 1933 Levier Zeepfabrieken N.V. Le 22 juillet 1980, le nom de la société a été changé pour PT Lever Brothers Indonésie et le 30 juin 1997, le nom de la société a été changé pour PT Unilever Indonesia Tbk. Unilever Indonésie libérer 15% de ses actions sur la Bourse de Djakarta et Bourse de Surabaya en 1981. Unilever Indonésie compte plus de 1000 distributeurs dans toute l'Indonésie.
Unilever a plusieurs filiales en Indonésie, à savoir :
- PT Anugrah Lever - a été créé en 2000 et engagé dans le développement, la fabrication, la commercialisation et la vente de sauce de soja, la sauce chili et autres sauces sous la marque Bango, Parkiet et Sakura et d'autres marques
- PT Technopia Lever -  été créé en 2002 de la joint-venture avec Technopia Singapore Pte. Ltd. Techopia engagé dans la distribution, l'exportation et l'importation de produits sous la marque Domestos Nomos[2].
- PT Knorr Indonesia - a été acquise le 21 janvier 2004[3].
- PT Sara Lee

Unilever Indonésie a remporté l'Energy Globe Award 2005 pour leurs systèmes de gestion des déchets dans les villages près de la rivière Brantas à Surabaya. Ce système implique le compost. Les déchets organiques et le recyclage, et ont donné lieu à une meilleure qualité de l'eau dans la rivière locale.
En mai 2011, PT Unilever Indonesia Tbk investira au moins 300 millions de £ au cours des 2 prochaines années pour étendre son usine à Cikarang et Rungkut, Java occidental. Unilever Indonésie est exploite actuellement déjà huit usines et trois centres de distribution.
PT Unilever Indonesia Tbk fait partie du groupe Unilever NV/plc pour produire et superviser toutes les marques fabriquées par Unilever (comme Surf, Close-up, Clear dll).